# Pişti
Pişti (sprich: Pischti) ist ein populäres und verbreitetes orientalisches Karten-Raubspiel, das mit einem Blatt aus 52 Karten und von 2 bis 4 Personen gespielt wird.

## Geschichte
Pişti wurde ursprünglich vor allem von Hirten gespielt, später konnte das Spiel dann auch in den Städten Fuß fassen. Vor allem in der Region Iğdır wird Pişti als Nationalsport angesehen. Hierfür werden sogar Turniere veranstaltet die mit einem hohen Preisgeld entlohnt werden. Durch die Einwanderer aus der Türkei verbreitete sich dieses Spiel auch in der Schweiz und Deutschland. Es wird dort sowohl von der ersten Generation als auch von deren Nachkommen häufig
gespielt.

## Spielregeln

### Punkte
Am Ende eines Durchgangs werden die Punkte gezählt. Die Wertungen sind:
- Kreuz 2 = 2 Punkte
- Karo 10 = 3 Punkte
- Bube = 1 Punkt
- As =  1 Punkt
- wer die meisten Stiche besitzt = 3 Punkte
- Pişti = 10 Punkte
- Bube Pişti = 20 Punkte
- Caro 5 Pişti = komplettes Spiel vorbei

Ein Pişti ist die erste Karte, die durch eine gleich hohe Karte gedeckt und dadurch gestochen wird (d. h. es dürfen nur die beiden gleichen Karten auf dem Tisch sein, sonst ist es ein normaler Stich – sind es die zwei letzten Karten, zählt es nicht als Pişti aber es macht das pisti des Gegners kaputt). In der Regel wird auf 101 oder üblicher 151 Punkte gespielt.

### Kartenverteilung
Jeder Spieler erhält vier Karten. Verteilt wird im Uhrzeigersinn, rechts neben dem Kartengebenden begonnen. Drei Karten werden verdeckt auf den Tisch gelegt, darauf wird offen die Startkarte gelegt. Ist die Startkarte ein Bube, kommt sie zuunterst in den Stapel (der Spieler, der gibt, erhält somit diese Karte in der letzten Runde). Es ist reihum pro Runde (Spiel) ein anderer Spieler der Geber.

### Stechen
Einen Stich kann man entweder
- mit jedem Buben erzielen oder
- wenn die Karte auf dem Tisch mit einer gleich hohen Karte gedeckt werden kann.

### Spielverlauf
Es spielt immer einer nach dem anderen (d. h. derjenige, der den Stich gemacht hat, kommt nicht nochmals dran). Man spielt gegen den Uhrzeigersinn der Reihe nach.
Wer sticht, erhält alle Karten, die sich auf dem Tisch angesammelt haben. Wer den ersten Stich realisiert, erhält auch die drei verdeckten Karten. Er ist der einzige Spieler, der diese Karten anschauen darf, was einen taktischen Vorteil bedeutet. Man kann eine Karte nach seiner Wahl spielen – es spielt dabei keine Rolle, welche Karte der Spieler davor gelegt hat. Sind die vier Karten aufgebraucht, erhält jeder Spieler wieder vier Karten vom Stapel.
Werden die letzten Karten nicht mehr gestochen, erhält diese Karten derjenige, der den letzten Stich gemacht hat.